# Bahnstrecke Zeche Friedrich Heinrich–Rheinpreußen-Hafen
| Streckenlänge: | Friedrich-Heinrich – Rheinkamp: ca. 7 km Rheinkamp – Anschl. INEOS: ca. 2 km Anschl. INEOS – Rheinpreußen-Hafen: ca. 6 km Gesamt: ca. 15 km |                                                                                |                                                                                |
| Spurweite: | 1435 mm (Normalspur) |                                                                                |                                                                                |
| | |                                                                                |                                                                                |
| Bundesland (D): | Nordrhein-Westfalen |                                                                                |                                                                                |
| \| \| \| Kamp-Lintfort (geplant) \| \| \| \| \| Zeche Friedrich Heinrich 1/2 \| \| \| \| \| zur Halde Norddeutschland/Friedrich Heinrich 3 \| \| \| \| \| Kamp-Lintfort Süd (Kattenstraße) (Probebetrieb 2020) \| \| \| \| \| Stadtgrenze Kamp-Lintfort/Moers \| \| \| \| \| A 57 \| \| \| \| \| L 287 von Moers nach Kamp-Lintfort \| \| \| \| \| Pattbergschächte \| \| \| \| \| Moers-Repelen (geplant) \| \| \| \| \| Pattbergschächte \| \| \| \| \| Moersbach \| \| \| \| \| L 137 (B 57) \| \| \| \| \| Niederrheinstrecke Moers–Xanten \| \| \| \| \| zum Bahnhof Rheinkamp \| \| \| \| \| \| \| \| \| \| vom Ineos-Werk, Technologiepark Eurotec (ehem. Schachtanlage Rheinpreußen 5/9) \| \| \| \| \| \| \| \| \| \| Güterstrecke Moers–Rheinberg \| \| \| \| \| Stadtgrenze Moers/Duisburg \| \| \| \| \| A 42 \| \| \| \| \| Güterstrecke Meerbeck–Oberhausen \| \| \| \| \| Alpha Industrial Holding; Glunz AG Holzlager; vormals Hornitex \| \| \| \| \| Shell Tanklager \| \| \| \| \| von Schachtanlage Rheinpreußen 4 \| \| \| \| \| zum Schacht Rheinpreußen 3 \| \| \| \| \| Rheinpreußen-Hafen \| \| | |                                                                                |                                                                                |
| Kopfbahnhof Streckenanfang (Strecke außer Betrieb) | | Kamp-Lintfort (geplant)                                                        | Kamp-Lintfort (geplant)                                                        |
| Dienststation / Betriebs- oder Güterbahnhof (Strecke außer Betrieb) | | Zeche Friedrich Heinrich 1/2                                                   | Zeche Friedrich Heinrich 1/2                                                   |
| Abzweig geradeaus und nach rechts (Strecke außer Betrieb) | | zur Halde Norddeutschland/Friedrich Heinrich 3                                 | zur Halde Norddeutschland/Friedrich Heinrich 3                                 |
| Haltepunkt / Haltestelle Strecke bis hier außer Betrieb | | Kamp-Lintfort Süd (Kattenstraße) (Probebetrieb 2020)                           | Kamp-Lintfort Süd (Kattenstraße) (Probebetrieb 2020)                           |
| Grenze | | Stadtgrenze Kamp-Lintfort/Moers                                                | Stadtgrenze Kamp-Lintfort/Moers                                                |
| Strecke mit Straßenbrücke | | A 57                                                                           | A 57                                                                           |
| Strecke mit Straßenbrücke | | L 287 von Moers nach Kamp-Lintfort                                             | L 287 von Moers nach Kamp-Lintfort                                             |
| Dienststation / Betriebs- oder Güterbahnhof | | Pattbergschächte                                                               | Pattbergschächte                                                               |
| ehemaliger Haltepunkt / Haltestelle | | Moers-Repelen (geplant)                                                        | Moers-Repelen (geplant)                                                        |
| Abzweig geradeaus und ehemals von links | | Pattbergschächte                                                               | Pattbergschächte                                                               |
| Brücke über Wasserlauf | | Moersbach                                                                      | Moersbach                                                                      |
| Brücke | | L 137 (B 57)                                                                   | L 137 (B 57)                                                                   |
| Kreuzung geradeaus oben | | Niederrheinstrecke Moers–Xanten                                                | Niederrheinstrecke Moers–Xanten                                                |
| Abzweig ehemals geradeaus, nach links und ehemals von links | | zum Bahnhof Rheinkamp                                                          | zum Bahnhof Rheinkamp                                                          |
| | |                                                                                |                                                                                |
| Abzweig ehemals geradeaus, ehemals nach rechts und von rechts | | vom Ineos-Werk, Technologiepark Eurotec (ehem. Schachtanlage Rheinpreußen 5/9) | vom Ineos-Werk, Technologiepark Eurotec (ehem. Schachtanlage Rheinpreußen 5/9) |
| | |                                                                                |                                                                                |
| Kreuzung | | Güterstrecke Moers–Rheinberg                                                   | Güterstrecke Moers–Rheinberg                                                   |
| Grenze | | Stadtgrenze Moers/Duisburg                                                     | Stadtgrenze Moers/Duisburg                                                     |
| Strecke mit Straßenbrücke | | A 42                                                                           | A 42                                                                           |
| Kreuzung geradeaus unten | | Güterstrecke Meerbeck–Oberhausen                                               | Güterstrecke Meerbeck–Oberhausen                                               |
| Abzweig geradeaus und von links | | Alpha Industrial Holding; Glunz AG Holzlager; vormals Hornitex                 | Alpha Industrial Holding; Glunz AG Holzlager; vormals Hornitex                 |
| Abzweig geradeaus und von links | | Shell Tanklager                                                                | Shell Tanklager                                                                |
| Abzweig geradeaus und ehemals von rechts | | von Schachtanlage Rheinpreußen 4                                               | von Schachtanlage Rheinpreußen 4                                               |
| Abzweig geradeaus und ehemals nach rechts | | zum Schacht Rheinpreußen 3                                                     | zum Schacht Rheinpreußen 3                                                     |
| Betriebs-/Güterbahnhof Streckenende | | Rheinpreußen-Hafen                                                             | Rheinpreußen-Hafen                                                             |

Die Bahnstrecke Zeche Friedrich Heinrich–Rheinpreußen-Hafen ist eine etwa 15 Kilometer lange Grubenanschlussbahn, die die ehemaligen Zeche Friedrich Heinrich und die Pattbergschächte mit der Niederrheinstrecke verbindet und die ehemaligen Schachtanlagen Rheinpreußen 5/9 und Rheinpreußen 4 mit dem Rheinpreußen-Hafen in Homberg verband. In Zukunft soll die Strecke für den Schienenpersonennahverkehr nach Kamp-Lintfort genutzt werden.

## Streckenführung
Eine Abzweigung führt von der Zeche Friedrich Heinrich zum Schacht 3 (Norddeutschland) und zur Halde Norddeutschland und eine weitere Abzweigung führt vom Gelände der ehemaligen Zeche Rheinpreußen, dem heutigen Technologiepark Eurotec und dem  INEOS Werk in Richtung Rheinpreußen-Hafen. Nahe dem nördlichen Gleisende auf dem Gelände der Zeche Friedrich Heinrich befindet sich heute die Hochschule Rhein-Waal.
Bei Baerl in Nähe der Bundesautobahn 42 kreuzt sie niveaugleich die zur NIAG gehörende Bahnstrecke Moers–Rheinberg.
In Nähe der Rheinbrücken, der Beeckerwerther Brücke und der Haus-Knipp-Eisenbahnbrücke unterquert sie die Bundesautobahn 42 und die Bahnstrecke Hohenbudberg–Meiderich.
Betrieben wurde sie bis 2019 von der RAG Deutsche Steinkohle AG (DSK), seither von der Niederrheinbahn GmbH.

## Geschichte
Diese Strecke diente seit der Aufnahme der Kohlenförderung durch die Zeche Friedrich Heinrich mit zur Aufschließung des linksrheinischen Kohlegebietes. Zunächst gab es nur die von der Zeche errichtete Schmalspurbahn nach Rheinkamp, die 1912 zu einer Normalspurbahn ausgebaut wurde.
Da wegen des Ersten Weltkrieges die geplante Bahnstrecke Oberhausen–Moers–Geldern, die südlich an der Zeche vorbeiführen sollte, nie verwirklicht wurde, gab es schon mit dieser Zechenbahn für Kamp-Lintfort einen Güterbahnanschluss. So konnte die 2012 stillgelegte Zeche die Kohle von dort zur Niederrheinstrecke Duisburg–Kleve und nach Homberg zum Rheinpreußen-Hafen befördern.
Infolge der Stilllegungen der Schachtanlagen Rheinpreußen 4 1964 und Rheinpreußen 5/9 1990 sowie des Baus der Bundesautobahn 42 wurde die direkte Anbindung von der Niederrheinstrecke zum Rheinpreußen-Hafen in Höhe des Rheinkamper Bahnhofs unterbrochen. Der westliche Abschnitt, von der Zeche Friedrich Heinrich kommend, kann daher nur noch über die nördliche Kurve, die in Richtung Rheinkamper Güterbahnhof führt, angefahren werden.
Der östliche Abschnitt wird daher als Werksbahn vom  Ineos-Werk, welches sich in der Nähe des ehemaligen Zechengeländes (jetzt Technologiepark Eurotec) befindet, zum Rheinpreußen-Hafen hin genutzt.
Der gleislose Abschnitt des Bahndammes mit der südlich gelegenen zweiten Kurve zur Niederrheinstrecke, der ein kurzes Stück parallel zwischen der Bundesautobahn 42 und der L 287 entlang führt, ist noch vorhanden, so dass die direkte Anbindung von Kamp-Lintfort zum Rheinpreußen-Hafen hin wiederhergestellt werden kann.
Im Jahre 1915, schon im Ersten Weltkrieg, wurde die Straßenbahnlinie Moers–Lintfort–Kamp eröffnet, die auch als Güterstraßenbahn für den Kohlentransport genutzt wurde. Diese Straßenbahnlinie wurde 1952 auf den O-Bus-Betrieb umgestellt, der bis 1968 bestand.
Die niveaugleiche Gleiskreuzung mit der Bahnstrecke Rheinberg–Moers–Hoerstgen-Sevelen wird durch Deckungssignale gesichert. Früher war dafür ein Stellwerk vor Ort, heute (2013) werden sie vom Stellwerk Moers ferngesteuert.

## Planungen und Probebetrieb

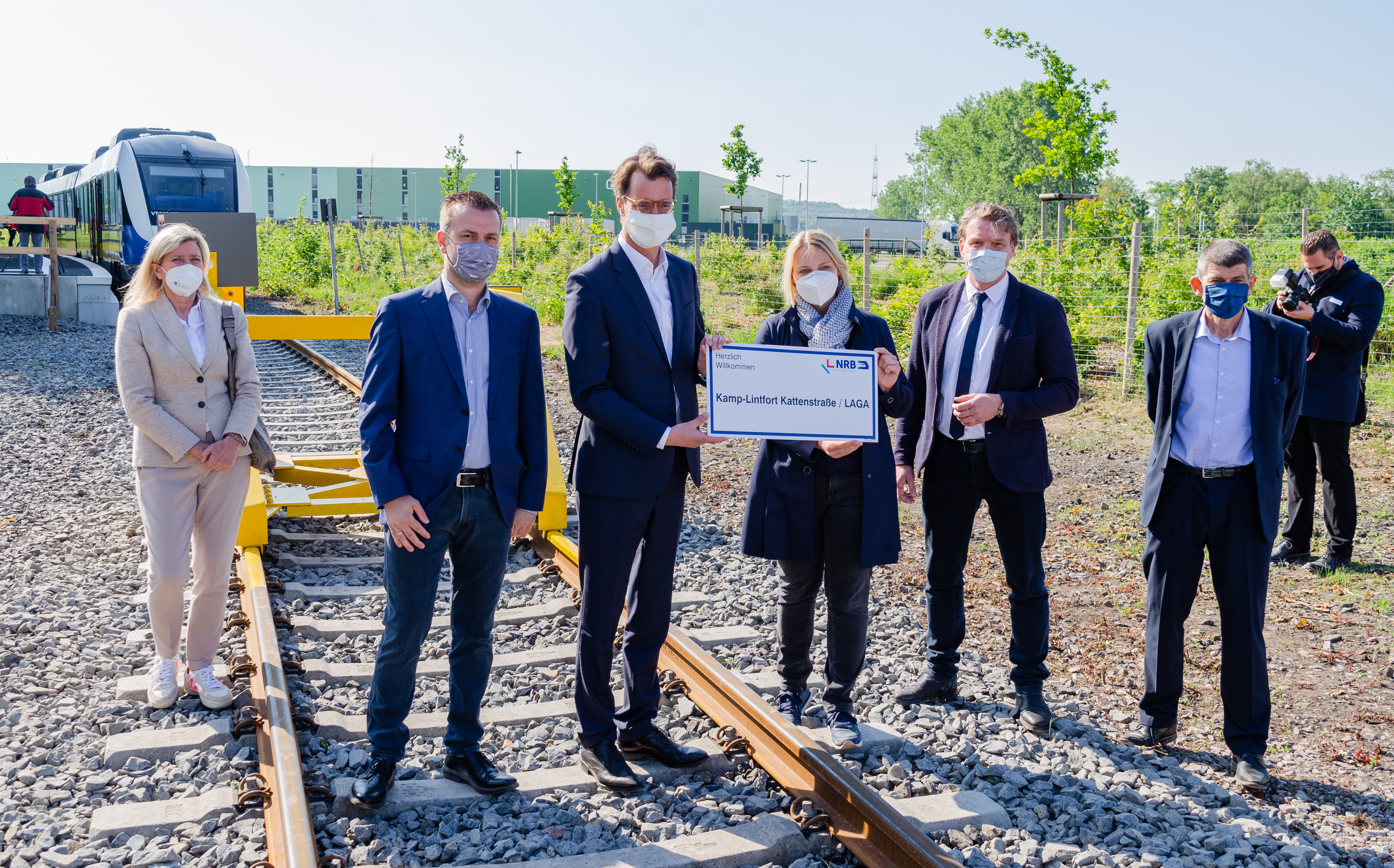
Pressetermin beim ersten planmäßigen Halt der RB 31 am Haltepunkt Kamp-Lintfort Süd

Die Stadt Kamp-Lintfort setzt sich dafür ein, dass die noch bestehenden Gleise der Grubenanschlussbahn unter dem Namen Niederrheinbahn für den Schienenpersonennahverkehr (SPNV) genutzt werden. Begründet wird die Forderung nach einer SPNV-Anbindung unter anderem mit den auswärtigen Studierenden der Hochschule Rhein-Waal und auch mit vielen Pendlern in und um Kamp-Lintfort. Die Finanzmittel von ca. 10 Millionen € (ohne Elektrifizierung) wurden vom VRR Ende Oktober 2016 bewilligt; damit das Projekt rechtsgültig in Angriff genommen werden kann, fehlt noch eine Bewilligung durch den Landtag als ÖPNV-Gesetz, die jedoch als sicher gilt.
Vom 16. Mai 2020 bis zum 11. Oktober 2020 lief ein probeweiser, zeitweiliger Pendelverkehr zwischen Duisburg und Kamp-Lintfort Süd auf vorhandener Strecke zur Landesgartenschau 2020 in Kamp-Lintfort an Wochenenden und Feiertagen. Anschließend soll ein neues Gleis bis in die Stadt führen und dort ein Endhaltepunkt errichtet werden, der auch die Hochschule bedienen wird. Zwischenhalte sollen dann in Utfort-Eick und an der Halde Pattberg in Repelen eingerichtet werden. Für die Übernahme der Infrastruktur gründeten die Stadt Kamp-Lintfort und die R.A.T.H.-Gruppe aus Düren die Niederrheinbahn GmbH. Im Mai 2019 erwarb diese Gesellschaft die vorhandene Bahntrasse zwischen Kamp-Lintfort und dem Bahnhof Rheinkamp, danach wurde die komplette Infrastruktur saniert.

## Kartenwerke
- Falkplan Duisburg 1:22500 2003. Falk, Ostfildern 2002, ISBN 3-88445-117-0.
- Landesvermessungsamt Nordrhein-Westfalen (Hrsg.): Kreiskarte Kreis Wesel 1:50000. 5. Auflage. 1991, ISBN 3-89439-578-8.
- Falkplan Moers/Neukirchen–Vluyn 1:17500. 7. Auflage. Falk, München, ISBN 3-88445-662-8.